# امیل بیار
امیل بیار (انگلیسی: Émile Billard; ۵ آوریل ۱۸۵۲ – ۲۹ ژوئن ۱۹۳۰) قایقران اهل فرانسه بود.